# Oxaea brevipalpis
Oxaea brevipalpis là một loài ong trong họ Andrenidae. Loài này được Ascher, Engel & Griswold miêu tả khoa học đầu tiên năm 2006.